# Wybory prezydenckie w Polsce w 2015 roku
Wybory prezydenckie w Polsce w 2015 – wybory prezydenckie w Polsce, w wyniku których wyłoniono szóstego prezydenta III RP.
Na podstawie postanowienia marszałka Sejmu Radosława Sikorskiego z 4 lutego 2015, pierwsze głosowanie (I tura) w wyborach na urząd prezydenta odbyło się 10 maja 2015, zaś głosowanie ponowne (II tura) dwa tygodnie później – 24 maja 2015. Wybory zakończyły się zwycięstwem Andrzeja Dudy (51,55%), który pokonał w drugiej turze ubiegającego się o reelekcję prezydenta Bronisława Komorowskiego (48,45%).

## Termin wyborów
Zgodnie z art. 128 Konstytucji RP wybory muszą odbyć się w dzień wolny od pracy przypadający między 75. a 100. dniem przed końcem kadencji urzędującego prezydenta. Ponieważ pięcioletnia kadencja Bronisława Komorowskiego skończyła się 6 sierpnia 2015, więc I tura w zwykłym terminie mogła zostać zarządzona na dzień wolny między 27 kwietnia a 22 maja 2015 (II tura odpowiednio między 11 maja a 5 czerwca 2015). Ostatecznie marszałek Sejmu zarządził wybory na 10 maja 2015. Głosowanie (I tura) odbyło się w godzinach 7:00–21:00. Z powodu nieotrzymania przez żadnego kandydata więcej niż połowy ważnych głosów, zgodnie z Konstytucją, 2 tygodnie później (czyli 24 maja) przeprowadzone zostało ponowne głosowanie, w którym uczestniczyło 2 kandydatów z najwyższą liczbą głosów otrzymanych w pierwszym głosowaniu.
Prawo do głosowania mieli wszyscy obywatele polscy, którzy najpóźniej w dniu głosowania ukończyli 18 lat (z wyjątkiem osób prawomocnie ubezwłasnowolnionych bądź pozbawionych praw publicznych albo wyborczych). W tych wyborach możliwe było głosowanie korespondencyjne, a osoby powyżej 75. roku życia, a także osoby z niepełnosprawnością mogły głosować przez pełnomocnika.
Były to pierwsze wybory prezydenckie przeprowadzone na podstawie przepisów Kodeksu wyborczego z 2011.

## Kalendarz wyborczy
Ogłaszając termin wyborów, zgodnie z art. 289 Kodeksu wyborczego, marszałek Sejmu określa dni, w których upływają terminy wykonania czynności wyborczych przewidzianych w ustawie (kalendarz wyborczy). Postanowieniem Marszałka Sejmu Rzeczypospolitej Polskiej z dnia 4 lutego 2015 o zarządzeniu wyborów Prezydenta Rzeczypospolitej Polskiej (Dz.U. z 2015 r. poz. 188) ustalony został następujący kalendarz wyborczy:
- 16 marca 2015 – termin zawiadamiania Państwowej Komisji Wyborczej o utworzeniu komitetu wyborczego[4]
- 23 marca 2015 – termin powołania okręgowych komisji wyborczych
- 26 marca 2015 – termin złożenia wymaganych do udziału w wyborach 100 000 podpisów poparcia[4]
- 10 kwietnia 2015 – termin na podanie do wiadomości publicznej informacji o numerach i granicach obwodów głosowania oraz siedzibach obwodowych komisji wyborczych
- 17 kwietnia 2015 – termin zgłaszania przez pełnomocników wyborczych kandydatów do obwodowych komisji wyborczych
- 20 kwietnia 2015 – podanie do publicznej wiadomości danych o kandydatach na prezydenta
- 25 kwietnia 2015 – początek emisji w mediach bezpłatnych spotów wyborczych
- 27 kwietnia 2015 – termin zgłaszania zamiaru głosowania korespondencyjnego
- 4 maja 2015 – termin składania wniosków ws. głosowania przez pełnomocnika
- 5 maja 2015 – termin składania wniosków ws. głosowania poza miejscem zamieszkania
- 5 maja 2015 – termin składania wniosków o dopisanie do spisu wyborców w wybranym obwodzie głosowania
- 7 maja 2015 – termin składania wniosków o wpisanie do spisu wyborców na statkach morskich
- 7 maja 2015 – termin zgłaszania przez wyborców przebywających za granicą dopisania do spisu wyborców za granicą
- 9 maja 2015 (godz. 0:00) – koniec rozpowszechniania audycji wyborczych, początek tzw. ciszy wyborczej
- 10 maja 2015 – pierwsze głosowanie w godzinach 7:00–21:00
- 11/12 maja 2015 – ogłoszenie wyników pierwszego głosowania przez Państwową Komisję Wyborczą o północy
- 23 maja 2015 (od godz. 0:00) – początek ciszy wyborczej przed drugą turą[5]
- 24 maja 2015 – ponowne głosowanie w godzinach 7:00–21:00/22:30 (w lokalu wyborczym w Kowalach zmarła 80-letnia kobieta, w związku z czym głosowanie w tym lokalu zostało przedłużone o czas wynikłej wskutek tego przerwy, czyli o półtorej godziny; automatycznie przedłużona została również cisza wyborcza[6])
- 25 maja 2015 – ogłoszenie wyników ponownego głosowania przez Państwową Komisję Wyborczą o godzinie 18:00

## Kandydaci na Prezydenta Rzeczypospolitej
Zgodnie z art. 296 ustawy z dnia 5 stycznia 2011 r. – Kodeks wyborczy (Dz.U. z 2022 r. poz. 1277, z późn. zm.), kandydatem na prezydenta Rzeczypospolitej mogła być osoba zgłoszona przez co najmniej 100 000 obywateli, mających prawo wybierania do Sejmu. Zgłoszenia takiego dokonywał formalnie popierający go komitet wyborczy, który powstaje po pisemnym wyrażeniu zgody danej osoby na kandydowanie w wyborach. Komitet wyborczy mogło utworzyć minimum 15 osób. Po zebraniu co najmniej 1000 podpisów obywateli popierających kandydowanie danej osoby w wyborach komitet wyborczy mógł zostać zgłoszony Państwowej Komisji Wyborczej do zarejestrowania.

### Komitety wyborcze
Pierwszym etapem przy zgłaszaniu kandydatów na prezydenta jest utworzenie i zarejestrowanie komitetów wyborczych poszczególnych kandydatów. W wymaganym terminie, do 16 marca 2015, do Państwowej Komisji Wyborczej wpłynęły zawiadomienia o utworzeniu od 25 komitetów wyborczych (jedno wpłynęło już po terminie). Państwowa Komisja Wyborcza przyjęła 23 z tych zawiadomień, pozostałe zaś odrzuciła. Zarejestrowano komitety wyborcze następujących kandydatów na Prezydenta Rzeczypospolitej Polskiej:
- Grzegorz Braun – reżyser, związany ze środowiskami monarchistyczno-tradycjonalistycznymi
- Andrzej Duda – eurodeputowany Prawa i Sprawiedliwości
- Artur Głowacki – przedsiębiorca[b]
- Anna Grodzka – posłanka niezrzeszona, działaczka Partii Zieloni
- Zdzisław Jankowski – wiceprzewodniczący Polski Patriotycznej, związany ze Związkiem Słowiańskim, były poseł
- Adam Jarubas – wiceprezes Polskiego Stronnictwa Ludowego, marszałek i radny województwa świętokrzyskiego
- Bronisław Komorowski – urzędujący prezydent
- Włodzimierz Julian Korab-Karpowicz – lider komitetu Przyszła Polska, były wiceprezydent Gdańska[c]
- Janusz Korwin-Mikke – eurodeputowany i lider Koalicji Odnowy Rzeczypospolitej Wolność i Nadzieja
- Marian Kowalski – wiceprezes Ruchu Narodowego
- Paweł Kukiz – radny niezrzeszony województwa dolnośląskiego z ramienia Bezpartyjnych Samorządowców
- Dariusz Łaska – lider komitetu Wspólnota Patriotyczna Solidarnej Deliberacji, zwycięzca prawyborów w stowarzyszeniu Wspólnota
- Stanisław Majdański – wiceprezes Stronnictwa Ludowego „Ojcowizna” RP, były poseł i senator
- Balli Marzec – prezes stowarzyszenia Wspólnota Kazachska
- Kornel Morawiecki – prezes stowarzyszenia Solidarność Walcząca
- Zenon Nowak – lider Dzielnego Taty[d]
- Wanda Nowicka – wicemarszałek Sejmu, związana z Unią Pracy
- Magdalena Ogórek – historyk i dziennikarka, związana z Sojuszem Lewicy Demokratycznej
- Janusz Palikot – przewodniczący koła poselskiego Ruch Palikota i przewodniczący Twojego Ruchu
- Iwona Piątek – przewodnicząca Partii Kobiet
- Adam Słomka – lider koalicji „Niezłomni” i Konfederacji Polski Niepodległej – Obóz Patriotyczny, były poseł
- Paweł Tanajno – rzecznik Demokracji Bezpośredniej
- Jacek Wilk – działacz Kongresu Nowej Prawicy

### Kandydaci
Kolejnym etapem było zarejestrowanie kandydatów na Prezydenta Rzeczypospolitej Polskiej, czego dokonała Państwowa Komisja Wyborcza, wobec komitetów, które do dnia 26 marca 2015 dostarczyły podpisy 100 000 osób popierających daną kandydaturę. Zarejestrowano 11 kandydatów na prezydenta Rzeczypospolitej Polskiej. 12 komitetów nie dostarczyło wymaganej liczby podpisów:
| Oficjalni kandydaci | Oficjalni kandydaci         | Oficjalni kandydaci                  | Oficjalni kandydaci                 | Oficjalni kandydaci        | Oficjalni kandydaci | Oficjalni kandydaci |
| Zdjęcie             | Imię i nazwisko             | Data i miejsce urodzenia             | Wykształcenie                       | Przynależność partyjna     | Partie udzielające poparcia (łącznie z macierzystymi) | Hasła wyborcze |
| ------------------- | --------------------------- | ------------------------------------ | ----------------------------------- | -------------------------- | --- | --- |
|                     | Grzegorz Michał Braun       | 11 marca 1967 (48) Toruń             | wyższe polonistyczne (mgr)          | bezpartyjny                | | Aby Polska nie zginęła; Wiara, rodzina, własność; Kościół, szkoła, strzelnica; Wolność, godność, tradycja; Może(sz) zmienić wszystko! |
|                     | Andrzej Sebastian Duda      | 16 maja 1972 (42) Kraków             | wyższe prawnicze (dr)               | Prawo i Sprawiedliwość     | - Prawo i Sprawiedliwość - Stronnictwo „Piast” - Solidarna Polska Zbigniewa Ziobro - Liga Obrony Suwerenności - Polska Razem Zjednoczona Prawica                 | Przyszłość ma na imię Polska; Godne życie w bezpiecznej Polsce; Dobra zmiana                                                          |
|                     | Adam Sebastian Jarubas      | 17 grudnia 1974 (40) Busko-Zdrój     | wyższe historyczne (mgr)            | Polskie Stronnictwo Ludowe | - Polskie Stronnictwo Ludowe - Liga Polskich Rodzin | Wybieramy przyszłość; Adam Jarubas – Głos rozsądku                                                                                    |
|                     | Bronisław Maria Komorowski  | 4 czerwca 1952 (62) Oborniki Śląskie | wyższe historyczne (mgr)            | bezpartyjny                | - Platforma Obywatelska Rzeczypospolitej Polskiej - Partia Demokratyczna – demokraci.pl - Partia Zielonych Rzeczypospolitej Polskiej - Stronnictwo Demokratyczne | Wybierz zgodę i bezpieczeństwo; Komorowski – prezydent naszej wolności                                                                |
|                     | Janusz Ryszard Korwin-Mikke | 27 października 1942 (72) Warszawa   | wyższe filozoficzne (mgr)           | Kongres Nowej Prawicy      | - KORWiN: Koalicja Odnowy Rzeczypospolitej Wolność i Nadzieja - Dzielny Tata                                                                                     | Dumna bogata Polska |
|                     | Marian Janusz Kowalski      | 15 sierpnia 1964 (50) Lublin         | podstawowe                          | Ruch Narodowy              | - Ruch Narodowy - Unia Polityki Realnej | Silny człowiek na trudne czasy; Czyny, nie słowa!                                                                                     |
|                     | Paweł Piotr Kukiz           | 24 czerwca 1963 (51) Paczków         | średnie                             | bezpartyjny                | | Potrafisz Polsko! |
|                     | Magdalena Agnieszka Ogórek  | 23 lutego 1979 (36) Rybnik           | wyższe historyczne (dr)             | bezpartyjna                | - Sojusz Lewicy Demokratycznej | Polska od nowa |
|                     | Janusz Marian Palikot       | 26 października 1964 (50) Biłgoraj   | wyższe filozoficzne (mgr)           | Twój Ruch                  | - Twój Ruch | Aktywny prezydent – to jest możliwe; Wszystko jest możliwe; Zrobię z nimi porządek!                                                   |
|                     | Paweł Jan Tanajno           | 17 grudnia 1975 (39) Warszawa        | wyższe w zakresie zarządzania (mgr) | Demokracja Bezpośrednia    | - Demokracja Bezpośrednia - Partia Kobiet | Co zrobisz jak wygrasz?! Możesz! |
|                     | Jacek Wilk                  | 17 sierpnia 1974 (40) Kocin          | wyższe prawnicze (mgr)              | Kongres Nowej Prawicy      | - Kongres Nowej Prawicy | Poważnie o Polsce |

### Debaty telewizyjne
- 5 maja 2015 – pierwsza debata telewizyjna przed pierwszą turą głosowania (TVP1; prowadzący: Krzysztof Ziemiec – TVP; bez udziału Bronisława Komorowskiego)

## Frekwencja

### I tura
- Do godz. 12:00 – 14,61%
- Do godz. 17:00 – 34,41%
- Ostateczna – 48,96%

### II tura
- Do godz. 12:00 – 17,40%
- Do godz. 17:00 – 40,51%
- Ostateczna – 55,34%

## Pierwsze głosowanie (I tura)

### Sondaże

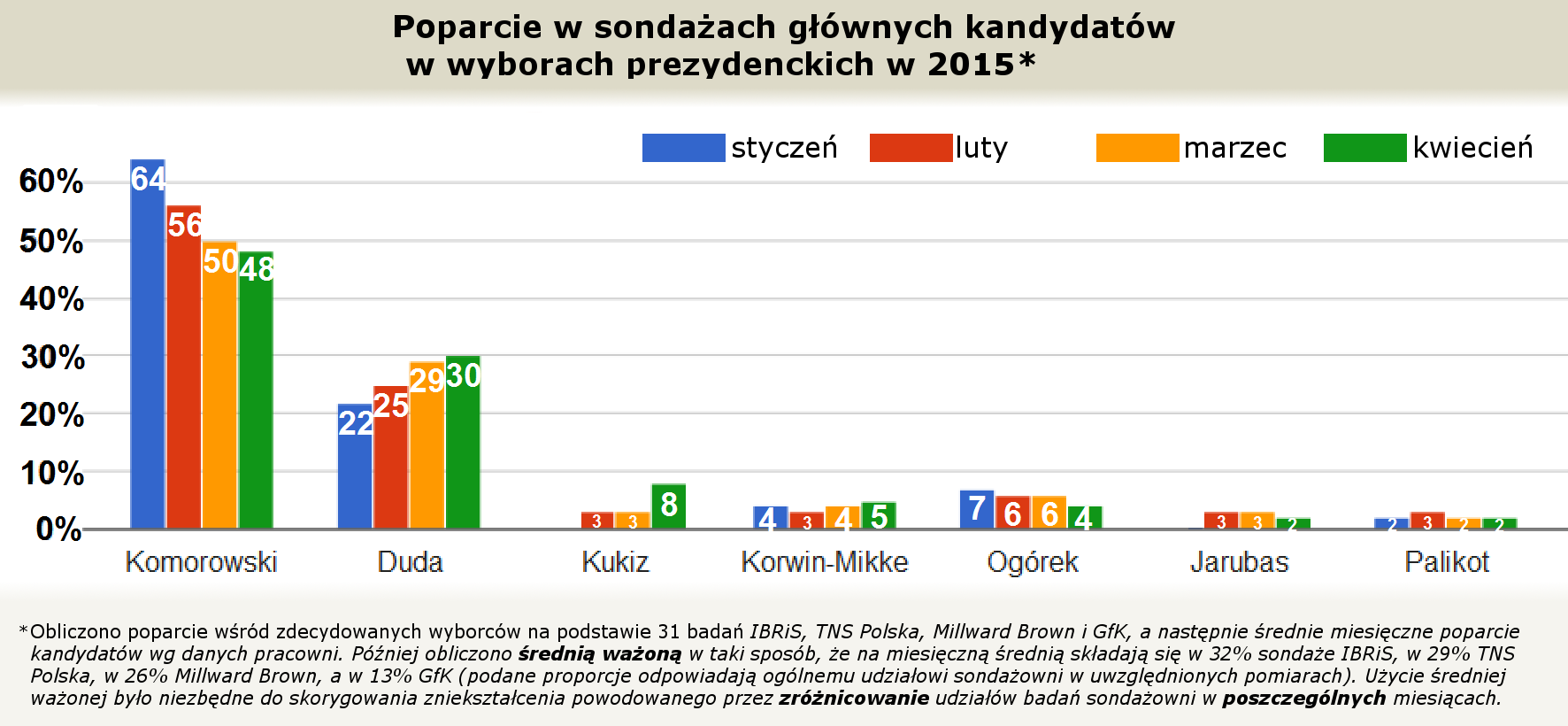
Sondażowe poparcie głównych kandydatów

Wszystkie dane wyrażono w procentach.
| Data       | Ośrodek badawczy |                 |                                   |                         |                           |                                |                   |                  |                   |                   |                |                  | Inni (razem) | Niezdecydowani /odmowa odpowiedzi |
| ---------- | ---------------- | --------------- | --------------------------------- | ----------------------- | ------------------------- | ------------------------------ | ----------------- | ---------------- | ----------------- | ----------------- | -------------- | ---------------- | ------------ | --------------------------------- |
| Data       | Ośrodek badawczy |                 |                                   |                         |                           |                                |                   |                  |                   |                   |                |                  | Inni (razem) | Niezdecydowani /odmowa odpowiedzi |
| Data       | Ośrodek badawczy | Duda PiS 34,76% | Komorowski bezp. (obóz PO) 33,77% | Kukiz bezp. (BS) 20,80% | Korwin-Mikke KORWiN 3,26% | Ogórek bezp. (kand. SLD) 2,38% | Jarubas PSL 1,60% | Palikot TR 1,42% | Braun bezp. 0,83% | Kowalski RN 0,52% | Wilk KNP 0,46% | Tanajno DB 0,20% | Inni (razem) | Niezdecydowani /odmowa odpowiedzi |
| Late poll  | IPSOS            | 34,5            | 33,1                              | 20,5                    | 3,5                       | 2,4                            | 1,6               | 1,6              | 1,1               | 0,8               | 0,6            | 0,3              | –            | –                                 |
| Exit poll  | IPSOS            | 34,8            | 32,2                              | 20,3                    | 4,4                       | 2,4                            | 1,6               | 1,5              | 1,1               | 0,8               | 0,6            | 0,3              | –            | –                                 |
| 8.05       | IBRiS            | 28,3            | 36,3                              | 17,8                    | 3,1                       | 2,3                            | 1,5               | 1,2              | 0,8               | 0,7               | 0,4            | 0,0              | –            | 7,5                               |
| 7.05       | IBRiS            | 26,8            | 40,9                              | 15                      | 3,1                       | 2,1                            | 2                 | 1,6              | 0,9               | 0,4               | 0              | 0,3              | –            | 7                                 |
| 6–7.05     | Estymator        | 29              | 40                                | 16                      | 4                         | 3                              | 4                 | 2                | 1                 | 1                 | –              | –                | –            | –                                 |
| 6–7.05     | TNS Polska       | 27              | 35                                | 15                      | 3                         | 3                              | 2                 | 1                | 1                 | 0                 | 0              | 0                | –            | 13                                |
| 6–7.05     | Millward Brown   | 27              | 39                                | 13                      | 5                         | 4                              | 2                 | 3                | 1                 | 0                 | 0              | 0                | –            | 3 (3)                             |
| 6.05       | IBRiS            | 29              | 39,7                              | 14,3                    | 4,2                       | 2,4                            | 3,2               | 1,7              | 0,8               | 0,7               | 0,0            | 0,1              | –            | 4                                 |
| 3–7.05     | ewybory.eu       | 27,0            | 32,8                              | 20,9                    | 8,0                       | 3,0                            | 0,9               | 2,2              | 1,9               | 2,1               | 0,7            | 0,5              | –            | –                                 |
| 27.04–3.05 | PPG/DO           | 31,1            | 39,3                              | 12,2                    | 5,1                       | 4,3                            | 3,9               | 1,9              | 1,3               | 0,6               | 0,2            | 0,1              | –            | –                                 |
| 30.04      | IBRiS            | 26,8            | 39,2                              | 8,2                     | 5,7                       | 2,4                            | 2,6               | 1,9              | 0,4               | 0,7               | 0,3            | –                | –            | <12,0                             |
| 28–29.04   | TNS Polska       | 25              | 39                                | 11                      | 4                         | 4                              | 2                 | 2                | 1                 | 0                 | 0              | 0                | –            | 12                                |
| 28.04      | Millward Brown   | 27              | 42                                | 9                       | 5                         | 3                              | 1                 | 2                | 1                 | 1                 | 0              | 0                | –            | 4 (4)                             |
| 24–25.04   | IBRiS            | 29,0            | 42,3                              | 7,1                     | 3,9                       | 3,0                            | 1,7               | 1,1              | 0,4               | 0,7               | 0,2            | 0,2              | –            | 10,4                              |
| 23.04      | IBRiS            | 29              | 42                                | 7,4                     | 3,5                       | 2,6                            | 1,1               | 1,4              | 0,4               | 0,7               | 0,3            | 0,0              | –            | 11,4                              |
| 14–27.04   | ewybory.eu       | 31,50           | 40,56                             | 10,38                   | 5,71                      | 5,45                           | 1,21              | 3,11             | 0,51              | 1,38              | 0,16           | 0,03             | –            | –                                 |
| 16–22.04   | CBOS             | 26              | 43                                | 7                       | 4                         | 4                              | 2                 | 1                | 0                 | 0                 | 0              | 0                | –            | 12                                |
| 17–20.04   | Ariadna          | 25              | 48                                | 11                      | 6                         | 3                              | 2                 | 5                | –                 | –                 | –              | –                | –            | –                                 |
| 13–20.04   | PPG/DO           | 29,8            | 41,5                              | 8,4                     | 6,6                       | 6,1                            | 4,3               | 2,1              | 0,5               | 0,4               | 0,2            | 0,1              | –            | –                                 |
| 16.04      | IBRiS            | 27,2            | 41,8                              | 8,2                     | 4                         | 3                              | 2,2               | 2,7              | 0,4               | 0,5               | 0,1            | 0,0              | –            | 9,9                               |
| 14–16.04   | Estymator        | 29              | 49                                | 5                       | 4                         | 2                              | 5                 | 2                | 1                 | –                 | 2              | 1                | –            | –                                 |
| 11–16.04   | TNS Polska       | 26              | 41                                | 5                       | 3                         | 5                              | 3                 | 1                | –                 | –                 | –              | –                | –            | 16                                |
| 13.04      | Millward Brown   | 28              | 45                                | 6                       | 6                         | 4                              | 2                 | 2                | 0                 | 0                 | 0              | 0                | –            | 3 (3)                             |
| 9–12.04    | GfK              | 24              | 41                                | 4                       | 3                         | 5                              | 2                 | 1                | 0,4               | 0,4               | 0,2            | 0,0              | –            | 12 (7)                            |
| 10–11.04   | IBRiS            | 29,1            | 42,0                              | 4,8                     | 4,7                       | 4,4                            | 2,8               | 2,4              | 0                 | 0                 | 0,3            | –                | –            | 9,5                               |
| 7–8.04     | TNS Polska       | 24              | 46                                | 6                       | 4                         | 3                              | 1                 | 2                | 1                 | –                 | –              | –                | –            | 13                                |
| 7.04       | IBRiS            | 30,6            | 40,4                              | 3,6                     | 3,9                       | 4,6                            | 3,8               | 2,7              | 0,7               | 0,4               | 0              | 0                | –            | 9,3                               |
| bd.        | PPG/DO           | 32,4            | 40,9                              | 6,1                     | 4,6                       | 6,3                            | 5,1               | 2,0              | 1,4               | 0,9               | 0,2            | 0,1              | –            | –                                 |
| 30.03      | Millward Brown   | 26              | 42                                | 4                       | 6                         | 7                              | 2                 | 3                | 0                 | 1                 | 0              | 0                | –            | 5 (3)                             |
| 27–28.03   | IBRiS            | 26,6            | 40,7                              | 3,3                     | 4,8                       | 4,9                            | 5,1               | 2,7              | 0,4               | 0,4               | –              | –                | –            | 11,1                              |
| 16–18.03   | Estymator        | 26              | 51                                | 7                       | 4                         | 4                              | 4                 | 2                | –                 | –                 | –              | –                | –            | –                                 |
| 16.03      | Millward Brown   | 31              | 46                                | 5                       | 4                         | 4                              | 1                 | 4                | –                 | 1                 | –              | –                | 1            | 2                                 |
| 13–18.03   | TNS Polska       | 24              | 41                                | 2                       | 2                         | 6                              | 2                 | 1                | –                 | –                 | –              | –                | 1            | 21                                |
| 11–18.03   | CBOS             | 20              | 48                                | 2                       | 4                         | 2                              | 1                 | 1                | –                 | 0                 | –              | –                | –            | 21                                |
| 12–16.03   | GfK              | 23              | 48                                | 1                       | 2                         | 3                              | 2                 | 1                | 0,3               | 0,6               | 0              | 0                | 1            | 15 (3)                            |
| 13.03      | IBRiS            | 26              | 46                                | 1                       | 3                         | 5                              | 4                 | 3                | –                 | –                 | –              | –                | –            | 12                                |
| 10–11.03   | TNS Polska       | 27              | 45                                | 2                       | 4                         | 5                              | 1                 | 1                | –                 | 0                 | –              | –                | 2            | 12                                |
| 5–11.03    | CBOS             | 19              | 52                                | 2                       | 1                         | 3                              | 1                 | 2                | –                 | 0                 | –              | –                | 2            | 18                                |
| 4–7.03     | ewybory.eu       | 33,9            | 43,5                              | 3,0                     | 4,1                       | 5,5                            | 1,1               | 5,0              | 0                 | 0,8               | 0,1            | 0                | 3            | –                                 |
| 2.03       | Millward Brown   | 27              | 46                                | 3                       | 4                         | 8                              | 3                 | 2                | –                 | 1                 | –              | –                | 1            | 2 (1)                             |
| 27.02–2.03 | Ariadna          | 24              | 46                                | 4                       | 4                         | 7                              | 3                 | 2                | –                 | 1                 | –              | –                | 1            | 8                                 |
| 24.02–2.03 | ewybory.eu       | 31,1            | 39,8                              | 5,0                     | 3,3                       | 7,4                            | 1,5               | 7,6              | 0,2               | 1,5               | 0,9            | 0                | 1,9          | –                                 |
| 27.02      | IBRiS            | 26              | 49                                | 3                       | 3                         | 4                              | 3                 | 2                | –                 | 1                 | –              | –                | 2            | 8                                 |
| 25–26.02   | IPSOS            | 28              | 49,7                              | 3,5                     | 3,8                       | 5,7                            | 2                 | 1,4              | –                 | 0,7               | 0,3            | –                | 0,5          | 3,2                               |
| 15–17.02   | Estymator        | 25              | 51                                | 5                       | 3                         | 8                              | 4                 | 2                | 0                 | 0                 | –              | –                | 1            | –                                 |
| 16.02      | Millward Brown   | 24              | 47                                | 4                       | 3                         | 7                              | 2                 | 6                | –                 | 0                 | –              | –                | 1            | 5 (2)                             |
| 13–18.02   | TNS Polska       | 17              | 47                                | 1                       | 1                         | 6                              | 4                 | 1                | 0                 | 0                 | –              | –                | 1            | 22                                |
| 12–16.02   | GfK              | 20              | 52                                | 3                       | 2                         | 4                              | 2                 | 2                | 0                 | 0                 | 0              | 0                | –            | 14 (2)                            |
| 7–10.02    | Ariadna          | 18              | 57                                | –                       | 6                         | 10                             | 2                 | 4                | –                 | 3                 | –              | –                | –            | –                                 |
| 5–11.02    | CBOS             | 15              | 63                                | –                       | 3                         | 3                              | 2                 | 1                | –                 | –                 | –              | –                | 5            | 8                                 |
| 4–5.02     | TNS Polska       | 19              | 53                                | –                       | 2                         | 5                              | 2                 | 2                | –                 | 1                 | –              | –                | 5            | 11                                |
| 1–3.02     | ewybory.eu       | 28,5            | 48,2                              | –                       | 4,2                       | 7,5                            | 0,6               | 8,2              | 0,3               | 0,3               | –              | –                | 2,2          | –                                 |
| 25.01      | Millward Brown   | 18              | 62                                | –                       | 3                         | 8                              | 1                 | 2                | –                 | 1                 | –              | –                | 1            | 3 (2)                             |
| 23–25.01   | ewybory.eu       | 38,3            | 48,5                              | –                       | 4,0                       | 4,2                            | –                 | 4,8              | –                 | 0,2               | –              | –                | –            | –                                 |
| 16–21.01   | TNS Polska       | 12              | 52                                | –                       | 3                         | 5                              | –                 | 2                | –                 | 0                 | –              | –                | 3            | 24                                |
| 16–20.01   | Ariadna          | 21              | 48                                | –                       | 6                         | 8                              | 1                 | 5                | –                 | 1                 | –              | –                | 9            | –                                 |
| 15–18.01   | GfK              | 14              | 55                                | –                       | 3                         | 4                              | –                 | 2                | –                 | –                 | –              | –                | –            | 20 (2)                            |
| 16.01      | IBRiS            | 25              | 56                                | –                       | 3                         | 6                              | –                 | 1                | –                 | 0                 | –              | –                | 9            | 9                                 |
| 12–13.01   | TNS Polska       | 19              | 56                                | –                       | 4                         | 6                              | 1                 | 2                | –                 | –                 | –              | –                | 1            | 11                                |
| 12.01      | Millward Brown   | 21              | 65                                | –                       | 3                         | 6                              | –                 | 1                | –                 | –                 | –              | –                | 1            | 2 (2)                             |
| 10–13.01   | ewybory.eu       | 38,6            | 47,1                              | –                       | 5,5                       | 3,1                            | –                 | 5,0              | –                 | 0,7               | –              | –                | –            | –                                 |

### Oficjalne wyniki

Wyniki I tury wyborów w poszczególnych powiatach

Obwieszczenie o wynikach I tury wyborów Państwowa Komisja Wyborcza sporządziła 11 maja 2015, zaś skorygowała 13 maja:
| Kandydat       | Kandydat                    | Głosy      | Procent |
| -------------- | --------------------------- | ---------- | ------- |
|                | Andrzej Sebastian Duda      | 5 179 092  | 34,76%  |
|                | Bronisław Maria Komorowski  | 5 031 060  | 33,77%  |
|                | Paweł Piotr Kukiz           | 3 099 079  | 20,80%  |
|                | Janusz Ryszard Korwin-Mikke | 486 084    | 3,26%   |
|                | Magdalena Agnieszka Ogórek  | 353 883    | 2,38%   |
|                | Adam Sebastian Jarubas      | 238 761    | 1,60%   |
|                | Janusz Marian Palikot       | 211 242    | 1,42%   |
|                | Grzegorz Michał Braun       | 124 132    | 0,83%   |
|                | Marian Janusz Kowalski      | 77 630     | 0,52%   |
|                | Jacek Wilk                  | 68 186     | 0,46%   |
|                | Paweł Jan Tanajno           | 29 785     | 0,20%   |
| Razem          | Razem                       | 14 898 934 | 100%    |
| Głosy nieważne | Głosy nieważne              | 124 952    | 0,83%   |
| Frekwencja     | Frekwencja                  | Frekwencja | 48,96%  |

|                     | Andrzej Duda | Andrzej Duda | Bronisław Komorowski | Bronisław Komorowski | Paweł Kukiz | Paweł Kukiz | Janusz Korwin-Mikke | Janusz Korwin-Mikke | Magdalena Ogórek | Magdalena Ogórek | Adam Jarubas | Adam Jarubas | Janusz Palikot | Janusz Palikot | Grzegorz Braun | Grzegorz Braun | Marian Kowalski | Marian Kowalski | Jacek Wilk | Jacek Wilk | Paweł Tanajno | Paweł Tanajno | Frekwencja | Frekwencja |
| Województwo         | #            | %            | #                    | %                    | #           | %           | #                   | %                   | #                | %                | #            | %            | #              | %              | #              | %              | #               | %               | #          | %          | #             | %             | #          | %          |
| ------------------- | ------------ | ------------ | -------------------- | -------------------- | ----------- | ----------- | ------------------- | ------------------- | ---------------- | ---------------- | ------------ | ------------ | -------------- | -------------- | -------------- | -------------- | --------------- | --------------- | ---------- | ---------- | ------------- | ------------- | ---------- | ---------- |
| dolnośląskie        | 329 350      | 30,13%       | 413 593              | 37,84%               | 240 258     | 21,98%      | 35 184              | 3,22%               | 26 588           | 2,43%            | 9 673        | 0,88%        | 17 513         | 1,60%          | 8 936          | 0,82%          | 4 651           | 0,43%           | 5 045      | 0,46%      | 2 345         | 0,21%         | 1 102 460  | 47,56%     |
| kujawsko-pomorskie  | 215 995      | 29,83%       | 284 216              | 39,26%               | 148 273     | 20,48%      | 21 741              | 3,00%               | 21 119           | 2,92%            | 9 846        | 1,36%        | 10 731         | 1,48%          | 4 378          | 0,60%          | 3 290           | 0,45%           | 3 226      | 0,45%      | 1 207         | 0,17%         | 729 883    | 44,46%     |
| lubelskie           | 367 389      | 43,91%       | 190 065              | 22,72%               | 177 679     | 21,24%      | 26 050              | 3,11%               | 17 663           | 2,11%            | 20 935       | 2,50%        | 14 283         | 1,71%          | 8 880          | 1,06%          | 8 808           | 1,05%           | 3 698      | 0,44%      | 1 241         | 0,15%         | 843 359    | 48,56%     |
| lubuskie            | 92 488       | 26,74%       | 143 734              | 41,55%               | 71 831      | 20,76%      | 11 972              | 3,46%               | 10 380           | 3,00%            | 3 908        | 1,13%        | 5 571          | 1,61%          | 2 341          | 0,68%          | 1 634           | 0,47%           | 1 488      | 0,43%      | 590           | 0,17%         | 348 968    | 43,37%     |
| łódzkie             | 362 914      | 36,42%       | 321 409              | 32,25%               | 206 606     | 20,73%      | 30 134              | 3,02%               | 26 827           | 2,69%            | 15 062       | 1,51%        | 14 254         | 1,43%          | 7 310          | 0,73%          | 5 218           | 0,52%           | 4 908      | 0,49%      | 1 954         | 0,20%         | 1 005 027  | 49,72%     |
| małopolskie         | 606 824      | 44,23%       | 374 793              | 27,32%               | 257 956     | 18,80%      | 50 925              | 3,71%               | 24 788           | 1,81%            | 15 519       | 1,13%        | 14 050         | 1,02%          | 12 654         | 0,92%          | 5 841           | 0,43%           | 5 932      | 0,43%      | 2 573         | 0,19%         | 1 382 632  | 52,16%     |
| mazowieckie         | 860 985      | 36,03%       | 783 155              | 32,78%               | 486 707     | 20,37%      | 80 260              | 3,36%               | 49 101           | 2,05%            | 30 001       | 1,26%        | 38 792         | 1,62%          | 26 825         | 1,12%          | 13 384          | 0,56%           | 12 996     | 0,54%      | 7 260         | 0,30%         | 2 411 208  | 54,91%     |
| opolskie            | 88 653       | 25,88%       | 129 264              | 37,74%               | 95 494      | 27,88%      | 9 623               | 2,81%               | 7 436            | 2,17%            | 2 891        | 0,84%        | 3 878          | 1,13%          | 2 429          | 0,71%          | 1 171           | 0,34%           | 1 277      | 0,37%      | 429           | 0,13%         | 345 494    | 42,54%     |
| podkarpackie        | 419 352      | 50,09%       | 170 962              | 20,42%               | 167 643     | 20,02%      | 27 396              | 3,27%               | 15 402           | 1,84%            | 11 776       | 1,41%        | 6 913          | 0,83%          | 8 132          | 0,97%          | 5 900           | 0,70%           | 2 858      | 0,34%      | 891           | 0,11%         | 842 713    | 49,54%     |
| podlaskie           | 180 155      | 40,68%       | 122 837              | 27,74%               | 90 243      | 20,38%      | 16 489              | 3,72%               | 11 816           | 2,67%            | 6 390        | 1,44%        | 5 131          | 1,16%          | 4 340          | 0,98%          | 3 029           | 0,68%           | 1 794      | 0,41%      | 623           | 0,14%         | 446 375    | 46,88%     |
| pomorskie           | 243 691      | 27,73%       | 378 940              | 43,12%               | 170 259     | 19,37%      | 28 072              | 3,19%               | 19 575           | 2,23%            | 7 080        | 0,81%        | 13 062         | 1,49%          | 6 919          | 0,79%          | 4 302           | 0,49%           | 4 674      | 0,53%      | 2 189         | 0,25%         | 886 720    | 50,11%     |
| śląskie             | 565 779      | 31,40%       | 635 262              | 35,25%               | 425 116     | 23,59%      | 58 286              | 3,23%               | 46 462           | 2,58%            | 13 975       | 0,78%        | 25 728         | 1,43%          | 12 946         | 0,72%          | 7 218           | 0,40%           | 7 984      | 0,44%      | 3 324         | 0,18%         | 1 816 714  | 49,87%     |
| świętokrzyskie      | 181 398      | 38,10%       | 106 453              | 22,36%               | 88 525      | 18,60%      | 14 688              | 3,09%               | 10 287           | 2,16%            | 61 908       | 13,00%       | 5 141          | 1,08%          | 2 987          | 0,63%          | 2 419           | 0,51%           | 1 696      | 0,36%      | 559           | 0,12%         | 479 670    | 46,33%     |
| warmińsko-mazurskie | 139 859      | 29,39%       | 187 425              | 39,39%               | 98 108      | 20,62%      | 16 588              | 3,49%               | 12 456           | 2,62%            | 5 971        | 1,25%        | 6 564          | 1,38%          | 3 430          | 0,72%          | 2 606           | 0,55%           | 2 037      | 0,43%      | 762           | 0,16%         | 480 066    | 42,03%     |
| wielkopolskie       | 369 448      | 28,60%       | 539 699              | 41,78%               | 247 177     | 19,13%      | 38 897              | 3,01%               | 37 293           | 2,89%            | 17 767       | 1,38%        | 19 050         | 1,47%          | 8 097          | 0,63%          | 5 504           | 0,43%           | 6 105      | 0,47%      | 2 825         | 0,22%         | 1 303 353  | 47,92%     |
| zachodniopomorskie  | 154 812      | 26,06%       | 249 253              | 41,96%               | 127 204     | 21,41%      | 19 779              | 3,33%               | 16 690           | 2,81%            | 6 059        | 1,02%        | 10 581         | 1,78%          | 3 528          | 0,59%          | 2 655           | 0,45%           | 2 468      | 0,42%      | 1 013         | 0,17%         | 599 244    | 44,44%     |
| Polska              | 5 179 092    | 34,76%       | 5 031 060            | 33,77%               | 3 099 079   | 20,80%      | 486 084             | 3,26%               | 353 883          | 2,38%            | 238 761      | 1,60%        | 211 242        | 1,42%          | 124 132        | 0,83%          | 77 630          | 0,52%           | 68 186     | 0,46%      | 29 785        | 0,20%         | 15 023 886 | 48,96%     |

Choć największe poparcie w pierwszym głosowaniu w skali całego kraju zdobył Andrzej Duda, to Bronisław Komorowski wygrał w większej liczbie województw – odpowiednio w 7 i 9. Podobnie było na szczeblu powiatów: Bronisław Komorowski wygrał w 193, Andrzej Duda – w 186; ponadto w jednym (brzeskim) zwyciężył Paweł Kukiz. Oprócz wymienionych na poziomie gmin poparcie wyższe od pozostałych kandydatów zdobył Adam Jarubas, zajmując pierwsze miejsce w sześciu takich jednostkach (wszystkie w województwie świętokrzyskim).

## Ponowne głosowanie (II tura)

### Kandydaci
Zgodnie z Kodeksem wyborczym, prawo kandydowania w ponownym głosowaniu uzyskują dwaj kandydaci z największą liczbą oddanych na nich głosów, jeśli żaden z nich nie przekroczył progu 50% głosów ważnych w pierwszym głosowaniu.
| Kandydaci: |                            |                                      |                        | |                                                 |
| Zdjęcie    | Imię i nazwisko            | Data i miejsce urodzenia             | Przynależność partyjna | Partie udzielające poparcia | Kandydaci z pierwszej tury deklarujący poparcie |
|            | Andrzej Sebastian Duda     | 16 maja 1972 (43) Kraków             | Prawo i Sprawiedliwość | - Stronnictwo „Piast” - Solidarna Polska Zbigniewa Ziobro - Liga Obrony Suwerenności - Polska Razem Zjednoczona Prawica - Prawica Rzeczypospolitej - Unia Polityki Realnej - Samoobrona Odrodzenie | - Grzegorz Braun                                |
|            | Bronisław Maria Komorowski | 4 czerwca 1952 (62) Oborniki Śląskie | bezpartyjny            | - Platforma Obywatelska - Partia Demokratyczna – demokraci.pl - Partia Zielonych RP - Stronnictwo Demokratyczne - Polskie Stronnictwo Ludowe - Liga Polskich Rodzin                                | - Adam Jarubas                                  |

### Debaty telewizyjne
- 17 maja 2015 – pierwsza debata telewizyjna przed drugą turą głosowania (TVP1, Polsat, TVP Info, TVP Polonia, Polsat News, Polsat News 2; prowadzący: Krzysztof Ziemiec – TVP, Dorota Gawryluk – Polsat)
- 21 maja 2015 – druga debata telewizyjna przed drugą turą głosowania (TVN, TVN24, TVN24 Biznes i Świat; prowadzący: Monika Olejnik, Bogdan Rymanowski, Justyna Pochanke)

### Sondaże
Wszystkie dane wyrażono w procentach.
| Data       | Ośrodek badawczy |             |                   | Niezdecydowani |
| ---------- | ---------------- | ----------- | ----------------- | -------------- |
| Data       | Ośrodek badawczy |             |                   | Niezdecydowani |
| Data       | Ośrodek badawczy | Duda 51,55% | Komorowski 48,45% | Niezdecydowani |
| Late poll  | IPSOS            | 52          | 48                | –              |
| Exit poll  | IPSOS            | 53          | 47                | –              |
| 22.05      | IBRiS            | 46          | 46,7              | 7              |
| bd.        | Millward Brown   | 45,8        | 45,3              | 8,9            |
| 21.05      | Estymator        | 49,5        | 50,5              | –              |
| 21.05      | TNS Polska       | 43          | 45                | 12             |
| 21.05      | IBRiS            | 44,5        | 45,5              | 10             |
| 20.05      | IBRiS            | 47          | 47,3              | 5,7            |
| 20.05      | Millward Brown   | 45          | 47                | 8              |
| 18–20.05   | PPG/DO           | 51          | 49                | –              |
| 18.05      | Estymator        | 52          | 48                | –              |
| 18.05      | Millward Brown   | 44          | 47                | 9              |
| 14–20.05   | CBOS             | 48          | 44                | 5              |
| bd.        | IBRiS            | 48          | 43,2              | 6,9            |
| 14.05      | Millward Brown   | 44          | 40                | 16             |
| 13–14.05   | Estymator        | 54          | 46                | –              |
| 6–7.05     | Millward Brown   | 41          | 54                | 5              |
| 27.04–3.05 | PPG/DO           | 45,5        | 54,5              | –              |
| 28.04      | Millward Brown   | 39          | 55                | 6              |
| 16–22.04   | CBOS             | 34          | 51                | 7              |
| 13.04      | Millward Brown   | 40          | 55                | 5              |
| 30.03      | Millward Brown   | 41          | 52                | 7              |
| 16.03      | Millward Brown   | 37          | 53                | 6              |
| 16.02      | Millward Brown   | 27          | 59                | 4              |
| 5–11.02    | CBOS             | 19          | 65                | 9              |

### Oficjalne wyniki

Wyniki II tury w poszczególnych powiatach

Oficjalne wyniki II tury Państwowa Komisja Wyborcza przedstawiła 25 maja 2015:
| Kandydat       | Kandydat                   | Głosy      | Procent |
| -------------- | -------------------------- | ---------- | ------- |
|                | Andrzej Sebastian Duda     | 8 630 627  | 51,55%  |
|                | Bronisław Maria Komorowski | 8 112 311  | 48,45%  |
| Razem          | Razem                      | 16 993 169 | 100%    |
| Głosy nieważne | Głosy nieważne             | 250 231    | 1,47%   |
| Frekwencja     | Frekwencja                 | Frekwencja | 55,34%  |

| Województwo         | Andrzej Duda | Andrzej Duda | Bronisław Komorowski | Bronisław Komorowski | Frekwencja | Frekwencja |        |   |
| Województwo         | #            | %            | #                    | %                    | Frekwencja | Frekwencja | #      | % |
| ------------------- | ------------ | ------------ | -------------------- | -------------------- | ---------- | ---------- | ------ | - |
| Województwo         | dolnośląskie | 554 269      | 45,56%               | 662 381              | 54,44%     | 1 235      | 53,28% |   |
| kujawsko-pomorskie  | 366 053      | 43,51%       | 475 177              | 56,49%               | 853 752    | 52,09%     |        |   |
| lubelskie           | 614 512      | 66,37%       | 311 377              | 33,63%               | 938 893    | 54,30%     |        |   |
| lubuskie            | 155 481      | 39,84%       | 234 764              | 60,16%               | 396 255    | 49,41%     |        |   |
| łódzkie             | 608 325      | 53,75%       | 523 359              | 46,25%               | 1 149 442  | 56,98%     |        |   |
| małopolskie         | 955 102      | 62,09%       | 583 182              | 37,91%               | 1 559 331  | 58,88%     |        |   |
| mazowieckie         | 1 448 847    | 53,57%       | 1 255 756            | 46,43%               | 2 744 735  | 61,58%     |        |   |
| opolskie            | 159 545      | 42,33%       | 217 370              | 57,67%               | 383 019    | 47,27%     |        |   |
| podkarpackie        | 665 377      | 71,39%       | 266 656              | 28,61%               | 943 411    | 55,65%     |        |   |
| podlaskie           | 290 681      | 59,31%       | 199 412              | 40,69%               | 497 316    | 52,49%     |        |   |
| pomorskie           | 397 943      | 40,22%       | 591 373              | 59,78%               | 1 004 730  | 56,72%     |        |   |
| śląskie             | 961 706      | 48,80%       | 1 008 849            | 51,20%               | 2 002 668  | 55,13%     |        |   |
| świętokrzyskie      | 328 202      | 61,74%       | 203 376              | 38,26%               | 539 211    | 52,25%     |        |   |
| warmińsko-mazurskie | 236 314      | 43,76%       | 303 754              | 56,24%               | 548 242    | 48,09%     |        |   |
| wielkopolskie       | 617 184      | 41,57%       | 867 404              | 58,43%               | 1 506 943  | 55,46%     |        |   |
| zachodniopomorskie  | 271 086      | 39,91%       | 408 121              | 60,09%               | 689 986    | 51,05%     |        |   |
| Polska              | 8 630 627    | 51,55%       | 8 112 311            | 48,45%               | 16 993 169 | 55,34%     |        |   |

## Ważność wyborów
23 czerwca 2015 Sąd Najwyższy w składzie Izby Pracy, Ubezpieczeń Społecznych i Spraw Publicznych na podstawie sprawozdania z wyborów przedstawionego przez Państwową Komisję Wyborczą oraz po rozpoznaniu protestów podjął uchwałę o ważności wyboru prezydenta dokonanego 24 maja 2015.

## Zaprzysiężenie prezydenta elekta

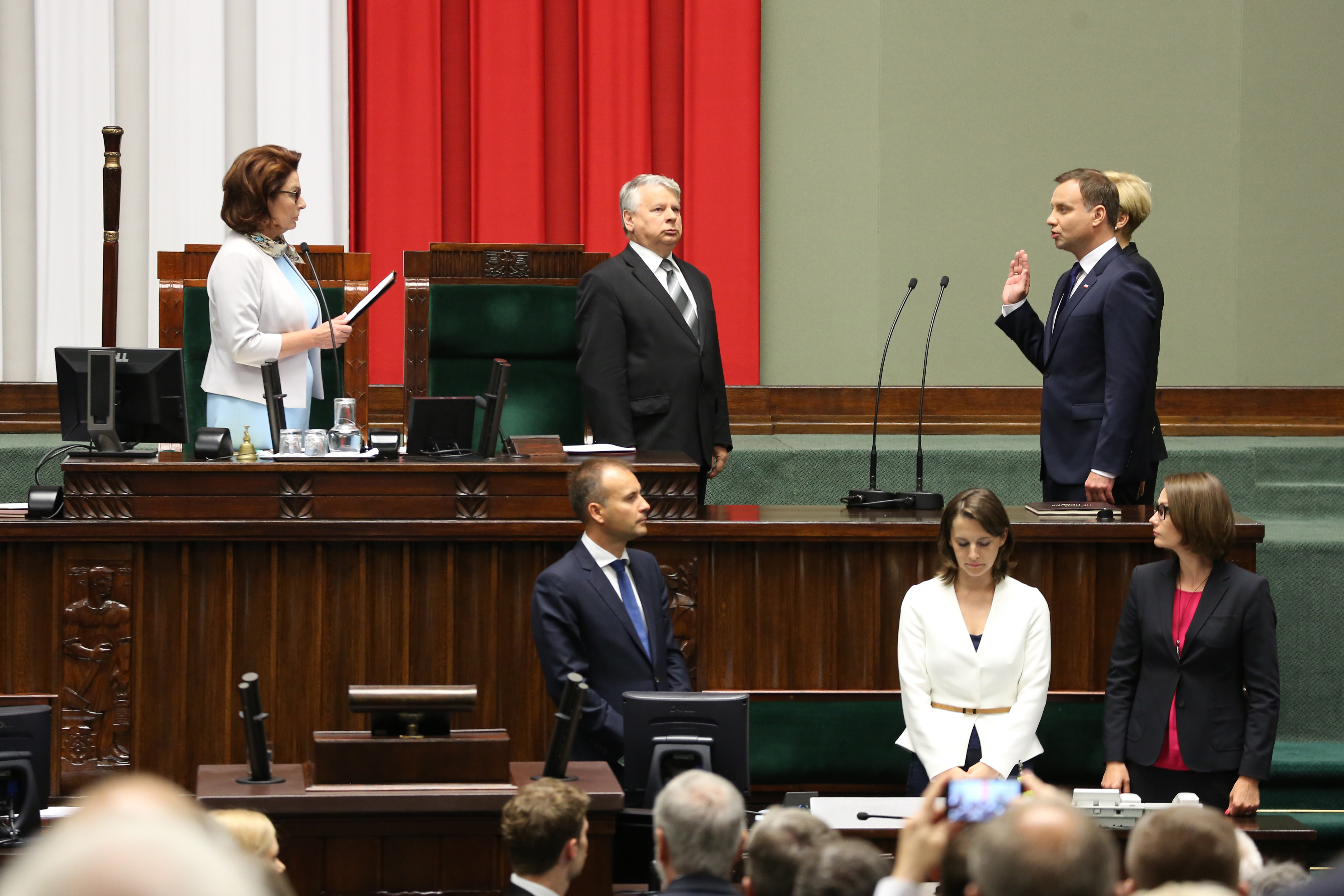
Prezydent Andrzej Duda składający przysięgę przed Zgromadzeniem Narodowym, 6 sierpnia 2015

20 lipca 2015 marszałek Sejmu Małgorzata Kidawa-Błońska wydała postanowienie w sprawie zwołania Zgromadzenia Narodowego w celu złożenia przysięgi przez nowo wybranego Prezydenta Rzeczypospolitej Polskiej. Zgromadzenie to odbyło się 6 sierpnia 2015 o godz. 10:00 w Sali Posiedzeń Sejmu.

## Rozwiązanie komisji wyborczych
Ostatnim etapem proceduralnym wyborów prezydenckich było podjęcie przez Państwową Komisję Wyborczą uchwały o rozwiązaniu okręgowych i obwodowych komisji wyborczych, co nastąpiło 24 czerwca 2015. Uchwała została ogłoszona w Dzienniku Urzędowym RP – Monitor Polski w dniu 3 lipca 2015 i weszła w życie 18 lipca 2015.